# Helicopsyche truncata
Helicopsyche truncata är en nattsländeart som beskrevs av Ross 1956. Helicopsyche truncata ingår i släktet Helicopsyche och familjen Helicopsychidae. Inga underarter finns listade i Catalogue of Life.